# طوطی‌کاکلی سیاه دم‌سرخ
 طوطی‌کاکلی سیاه دم‌سرخ از پرندگان استرالیا است که در گونه طوطیان کاکلی قرار دارد. طول این جاندار حدود ۶۰ سانتی متر است. وزن جنس نر آن ۶۷۰ تا ۹۲۰ گرم و جنس ماده آن ۶۱۸ تا ۸۷۰ گرم است. این پرنده سخنگو بوده و به عنوان حیوان خانگی نیز نگهداری می‌شود.

## نگارخانه

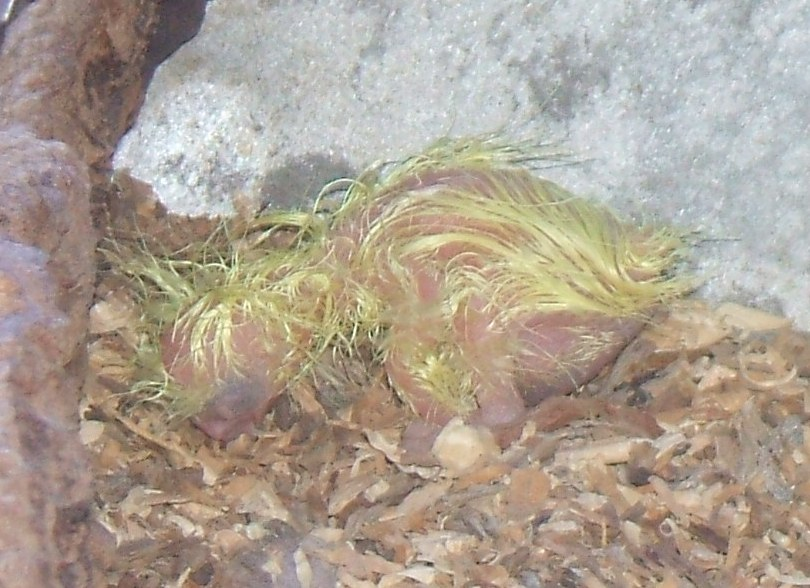
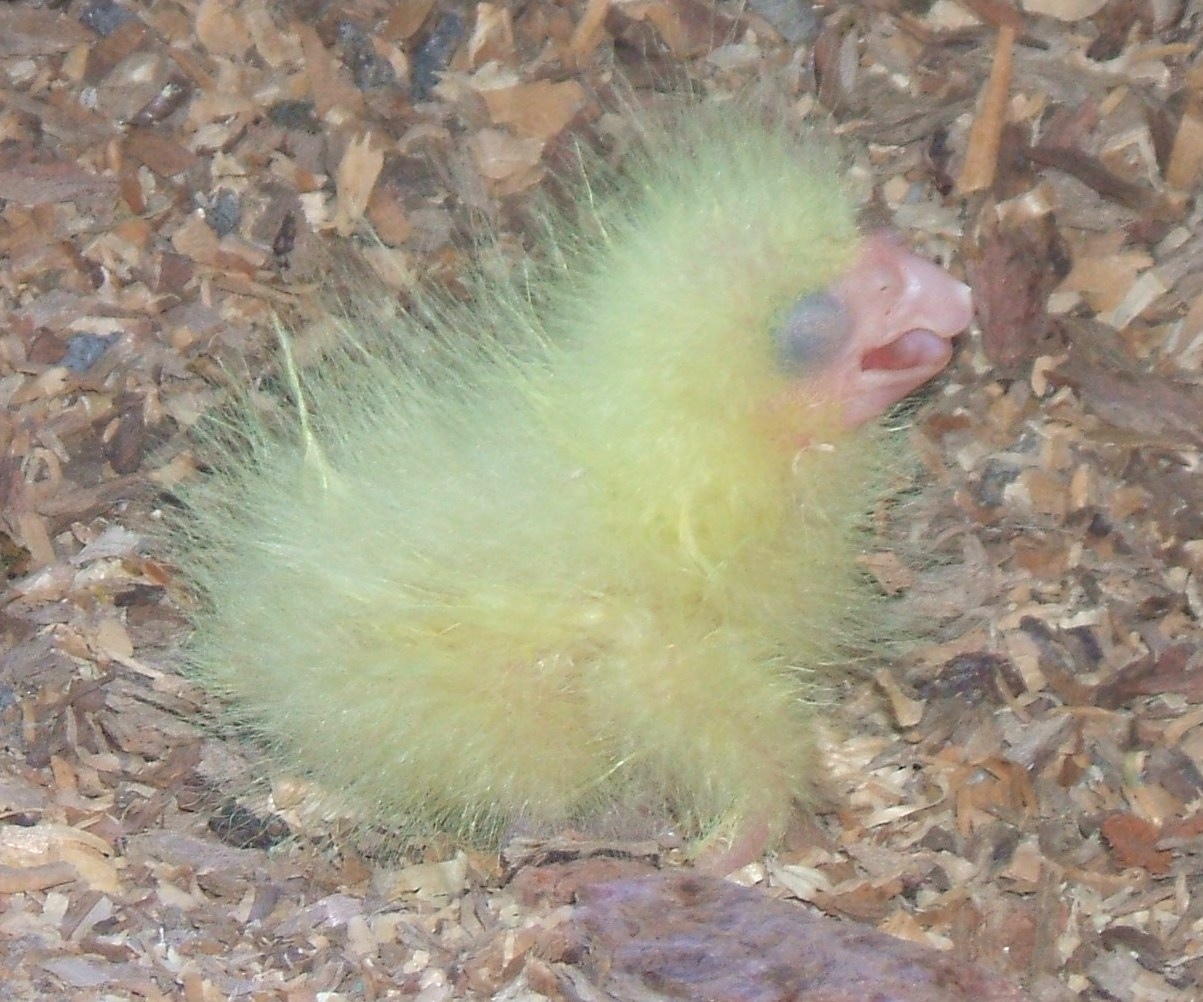
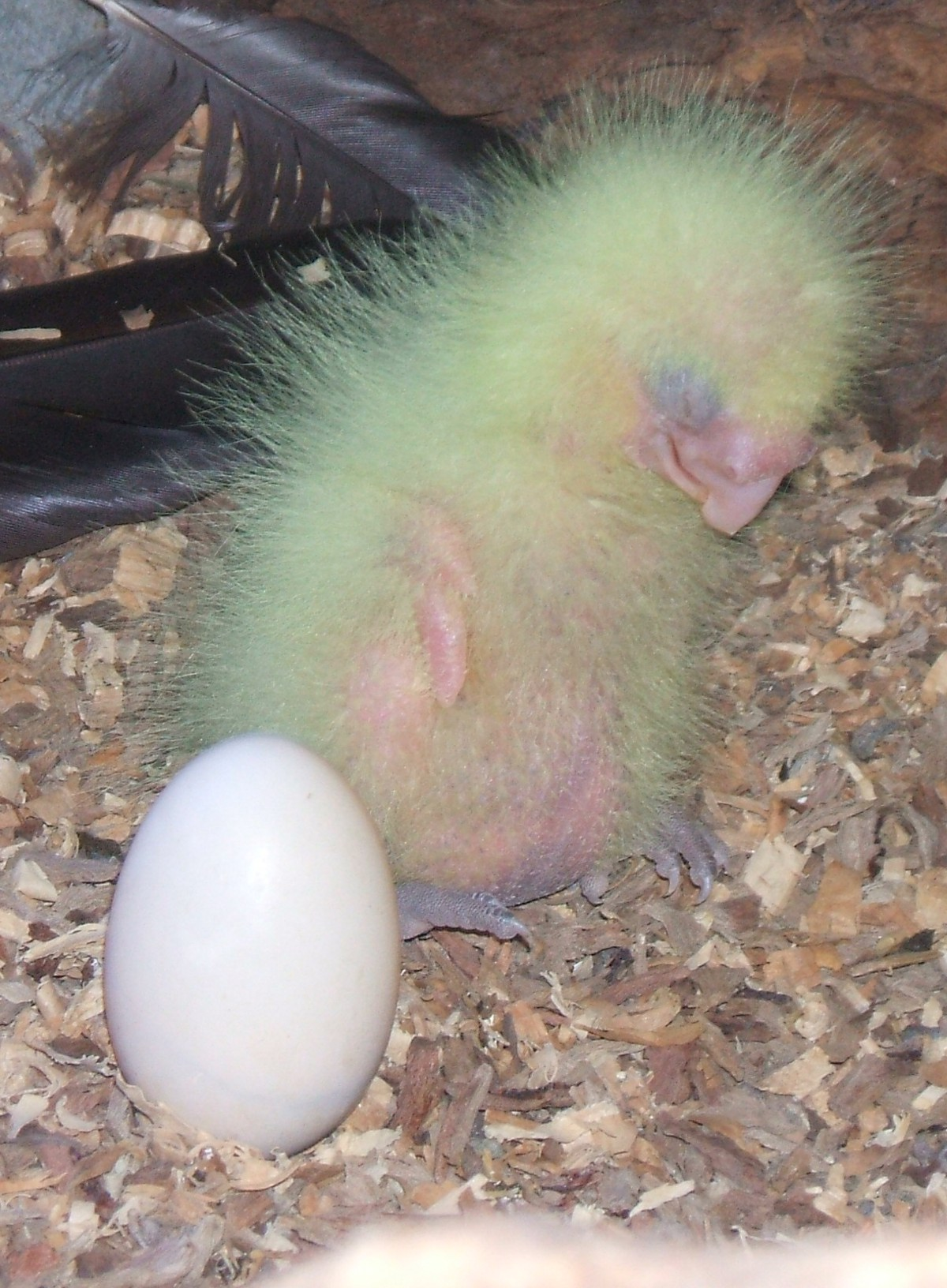
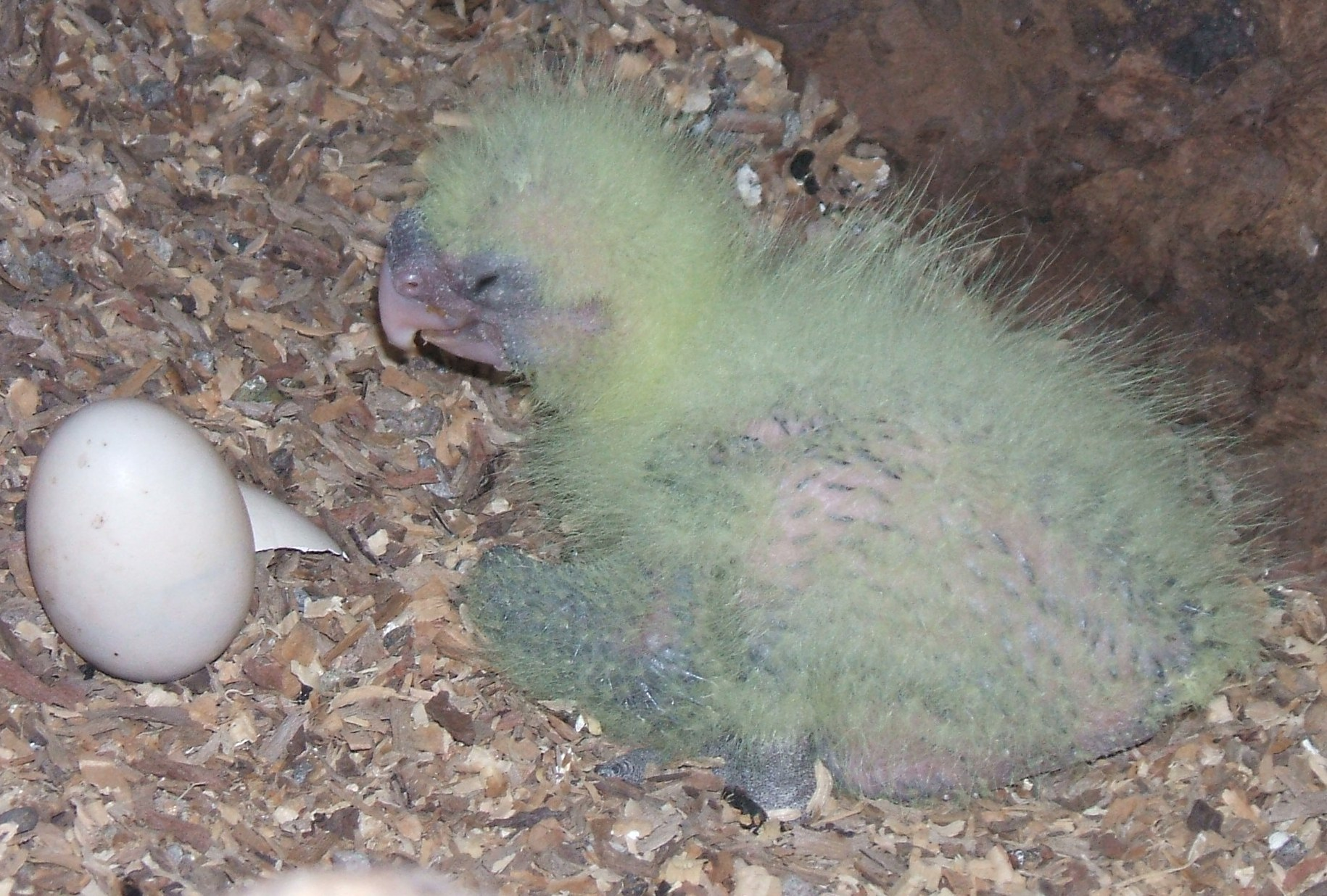
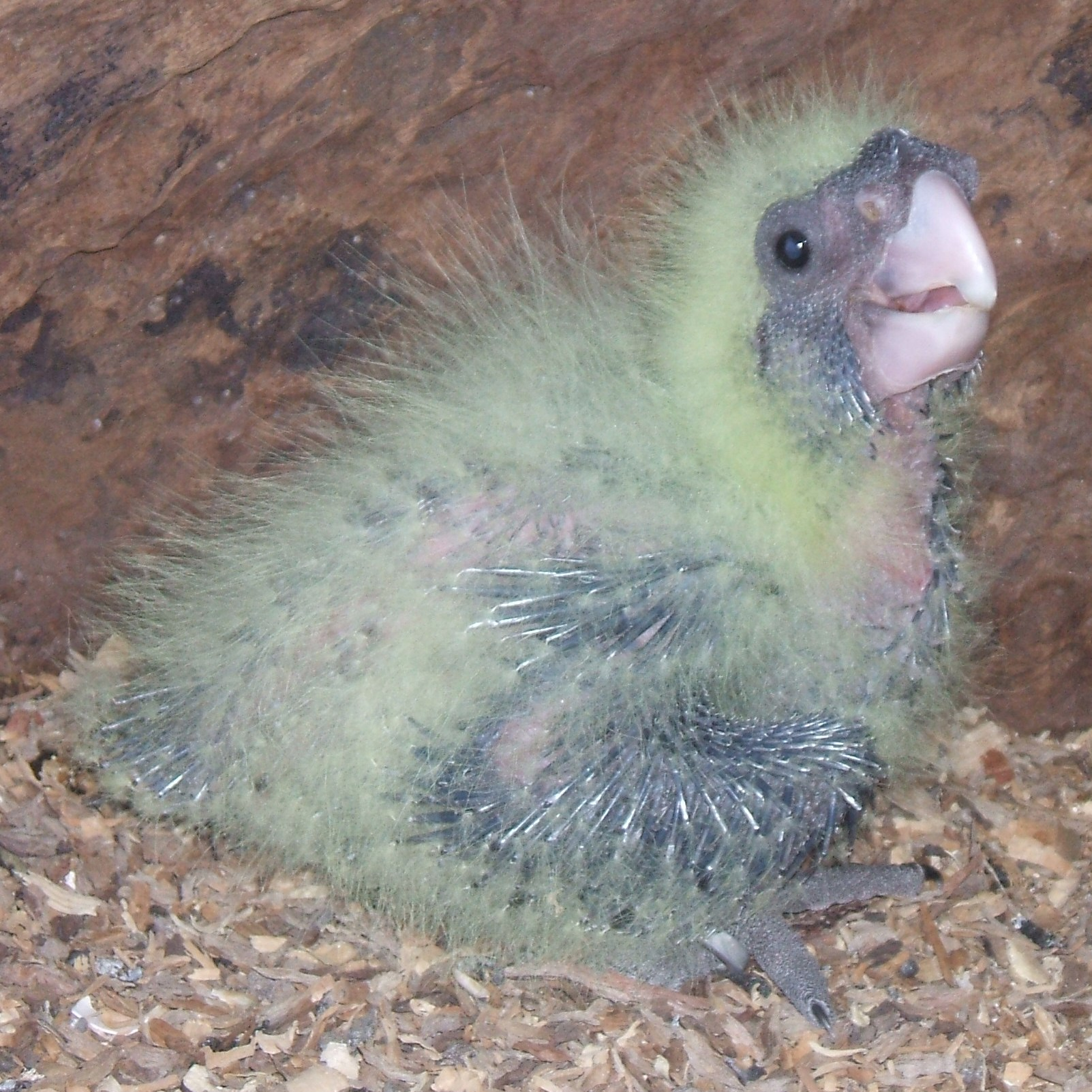
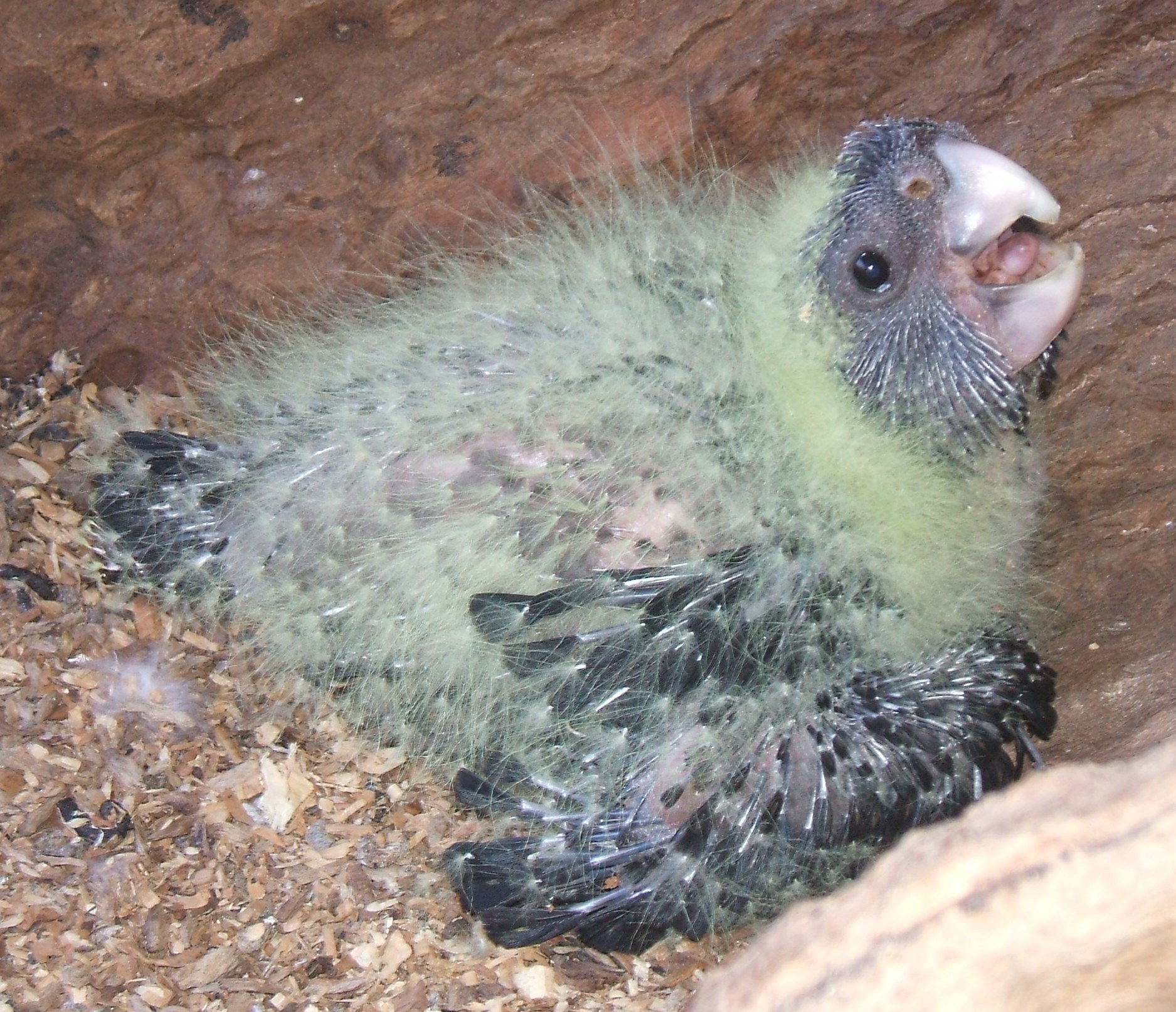
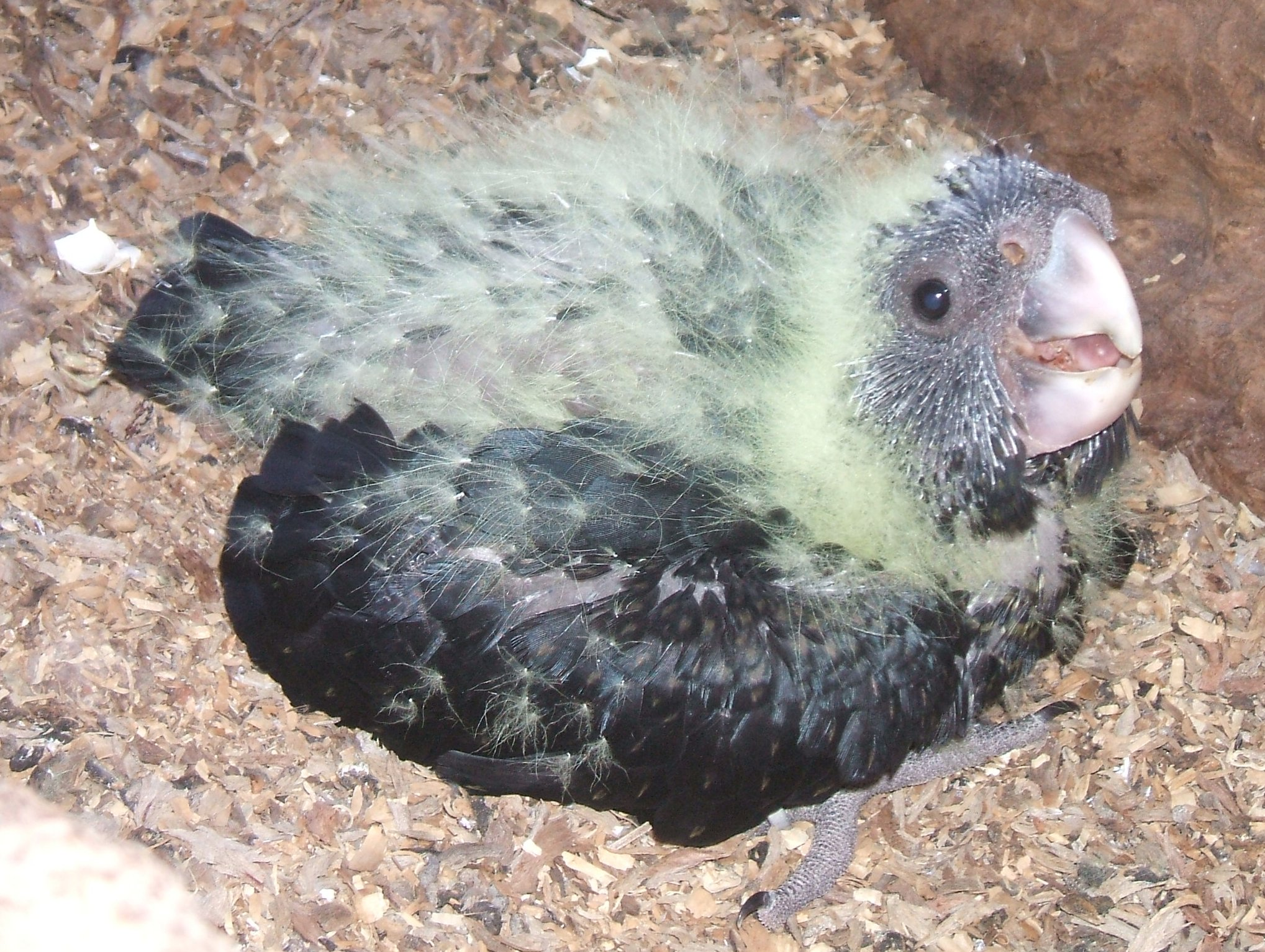
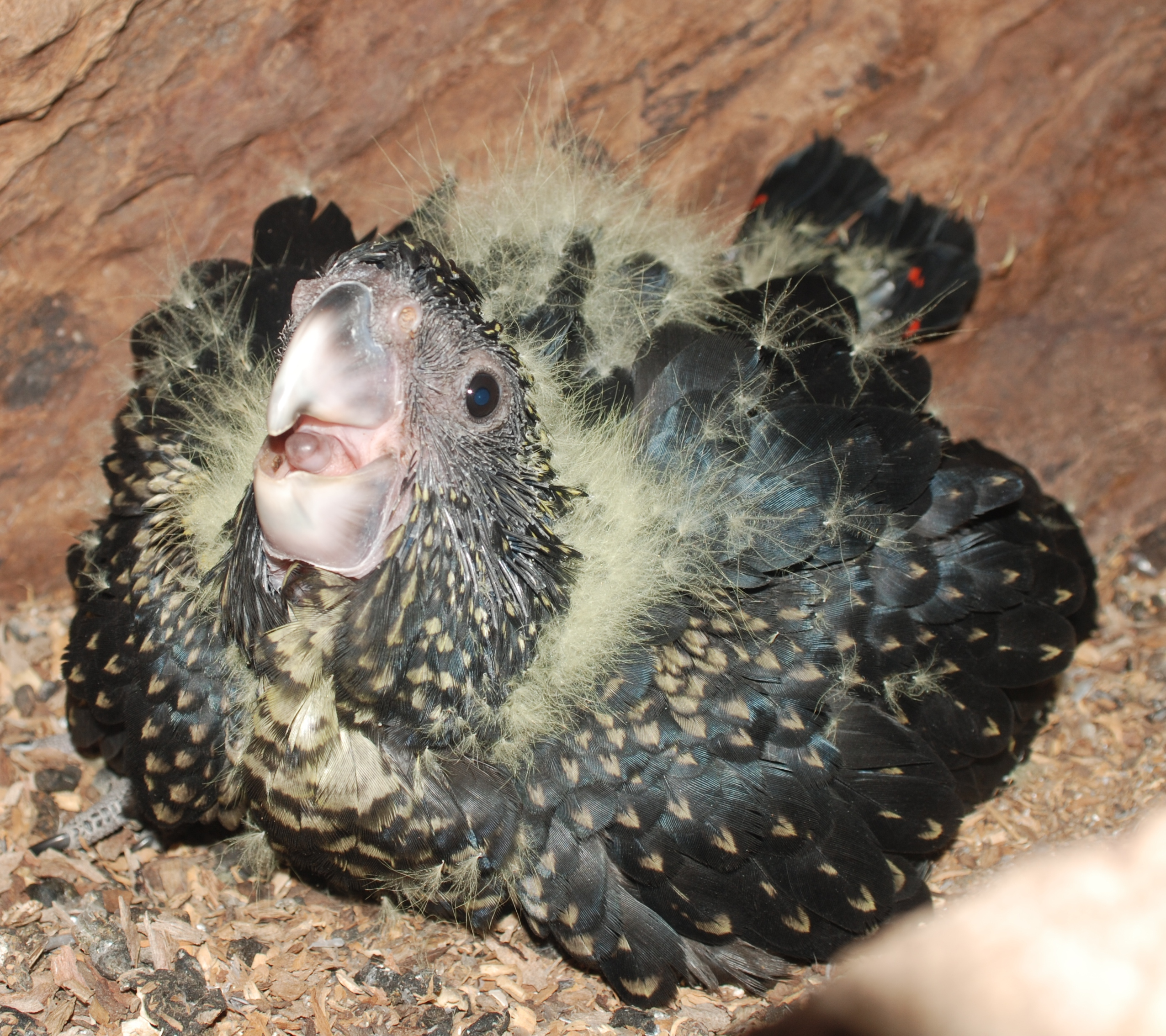